# Notiothauma reedi
Notiothauma reedi  (лат.) — вид скорпионниц, единственный современный вид из семейства Eomeropidae (род Notiothauma MacLachlan, 1877).

## Описание
Имеют сплюснутую форму тела, напоминая тараканов. Ведут ночной образ жизни в листве деревьев. Личинки неизвестны.

## Распространение
Южная Америка (на юге Чили, Аргентина).

## Систематика
Данный вид является живым ископаемым. Другие представители семейства являются вымершими (†Eomerope Cockerell, 1909 и роды †Tsuchingothauma, †Typhothauma).